# Fosgene
Il fosgene (o cloruro di carbonile) è un composto semplice del carbonio (IV) in cui l'atomo C è unito con legame doppio all'ossigeno e con due legami singoli al cloro; la sua formula molecolare è quindi COCl2. Da un punto di vista sistematico è un ossicloruro di carbonio, intermedio come composizione tra CO2 e CCl4 e rappresenta anche il dicloruro dell'acido carbonico.
A temperatura ambiente è un gas incolore, non infiammabile, più pesante dell'aria (≈ 3,4 volte), estremamente tossico e aggressivo, dal tipico odore di fieno ammuffito; tecnicamente è un vapore e viene commercializzato in bombole come gas liquefatto.
È una specie elettrofila che reagisce già con un nucleofilo debole come l'acqua, o anche solo con l'umidità dell'aria, formando un addotto che poi si decompone velocemente producendo acido carbonico e acido cloridrico.
È un prodotto di sintesi, ma piccole quantità possono formarsi in natura dalla decomposizione e dalla combustione di composti organici contenenti cloro, ad esempio il cloroformio.
Durante la prima guerra mondiale è stato impiegato come arma chimica.

## Etimologia
Il fosgene è stato sintetizzato per la prima volta dal chimico John Davy (fratello di Humphry Davy) nel 1812, il quale lo battezzò così dall'unione delle parole greche φῶς (phòs, luce) e -γενής (-ghenès, generato da), volendo significare «generato dalla luce», perché lo ottenne esponendo alla luce del sole una miscela di CO e Cl2 (reazione fotochimica). Il termine inglese phosgene è passato in italiano attraverso il francese phosgène come «fosgene», le cui prime occorrenze sono registrate dal 1834.

## Storia
Inizialmente fu usato come arma chimica, durante la prima guerra mondiale, dai francesi nel 1915; dapprima i tedeschi iniziarono ad aggiungerne piccole quantità al cloro per aumentarne la tossicità per poi usarlo al 50% con il cloro per ridurre la densità del fosgene alle basse temperature che ne rendeva difficile la propagazione in forma di nube.
Si calcola che nella prima guerra mondiale i morti dovuti all'uso del fosgene siano stati circa 100.000.
Il Regio Esercito ha utilizzato il fosgene in Libia e durante la guerra d'Etiopia sia contro militari sia contro civili.

## Struttura molecolare e proprietà
La molecola COCl2 è qualitativamente molto simile al fluoruro di carbonile COF2, isoelettronico di valenza: è planare, con il carbonio centrale ibridato sp2, ma la simmetria molecolare è soltanto C2v (non D3h come BF3 o lo ione nitrato NO3–). Infatti, oltre al fatto che i tre atomi attorno all'atomo centrale non sono uguali, anche gli angoli differiscono dal valore ideale di 120°. Da indagini combinate di diffrazione elettronica e spettroscopia rotazionale nella regione delle microonde si sono potuti trovare i parametri strutturali seguenti:
r(C=O) = 117,56 pm; r(C–Cl) = 173,81 pm
∠(ClCCl) = 111,79°; ∠(ClCO) = 124,11°
Nel fosgene il legame C=O è significativamente più corto rispetto a quello nell'acetone (121,5 pm) e nella formaldeide (120,78 pm), e quasi uguale a quello in COF2 (117,17 pm). Anche il legame C–Cl è un po' più corto del normale, cioè 177 pm per C(sp3)-Cl(sp3), ma non tanto, considerando l'ibridazione sp2 del carbonio che tende a far accorciare il legame.
L'angolo ClCCl è molto più stretto rispetto al valore atteso di 120° per l'ibridazione sp2 dell'atomo centrale. La teoria VSEPR prevede che un doppio legame occupi più spazio angolare rispetto ad un legame semplice (quindi ∠(ClCCl) < ∠(ClCO)) e lo stesso andamento qualitativo si osserva per il fluoruro di carbonile (COF2),  l'acetone e la formaldeide.

## Produzione
Industrialmente il fosgene è prodotto facendo fluire ossido di carbonio e cloro gassosi su un letto di carbone ad alta porosità che agisce da catalizzatore.
La reazione che avviene è
{\displaystyle {\ce {CO + Cl2 -> COCl2}}}
La reazione è esotermica, ovvero avviene con sviluppo di calore, quindi il reattore deve essere raffreddato continuamente per allontanare il calore che viene prodotto. In genere la reazione viene condotta a temperature comprese tra 50 °C e 150 °C; sopra 200 °C il fosgene torna a decomporsi in cloro e monossido di carbonio.
Un'altra reazione in cui viene prodotto fosgene è quella in fase gassosa tra tetracloruro di carbonio e vapor d'acqua ad alte temperature:
{\displaystyle {\ce {CCl4 + H2O -> COCl2 +2HCl}}}
Per via dei problemi di sicurezza legati al suo trasporto e alla sua conservazione, quasi sempre il fosgene è prodotto e utilizzato nello stesso impianto chimico.
La luce, in presenza di ossigeno atmosferico, è in grado di convertire il cloroformio in fosgene, per questa ragione il cloroformio è sempre conservato in boccette ambrate e ben tappato. Talvolta le soluzioni di cloroformio vengono stabilizzate utilizzando dell'etanolo che inibirebbe la formazione di fosgene.

## Tossicità
Il fosgene è un veleno particolarmente insidioso perché non provoca effetti immediati: in genere, i sintomi si manifestano tra le 24 e le 72 ore dopo l'esposizione. Combinandosi con l'acqua contenuta nei tessuti del tratto respiratorio, il fosgene si decompone in anidride carbonica e acido cloridrico; quest'ultimo dissolve le membrane delle cellule esposte, facendo sì che le vie respiratorie si riempiano di liquido; la morte sopraggiunge per combinazione di emorragie interne, shock e insufficienza respiratoria; a differenza di altri gas, il fosgene non viene assorbito attraverso la pelle e il suo effetto si produce solo per inalazione.

## Utilizzi
Il fosgene è principalmente impiegato come materia prima nella produzione di polimeri, tra cui i poliuretani, i policarbonati e le poliuree, oltre che nella produzione del kevlar.
Viene usato anche per produrre isocianati e cloruri acilici, intermedi nelle produzioni di pesticidi, coloranti e molecole di interesse farmaceutico.
Tramite l'uso del fosgene è possibile isolare dai loro minerali alcuni metalli, tra cui alluminio e uranio, ma si tratta di processi poco usati per via della pericolosità della sostanza.